# سيرين حسيني شهيد
سيرين حسيني شهيد (1920-2009) ولدت في القدس. والدها جمال الحسيني (ابن العم الثاني لمفتى القدس أمين حسينى)، وخالها موسى العلمي. وقد تلقت سيرين تعليمها في مدارس الفرندز في رام الله، تخرجت من الجامعة الأمريكية ببيروت عام 1941.
بعد عام 1967 أصبحت سيرين تشارك في بدء «الصناعات المنزلية» فيما بين اللاجئين الفلسطينيين. عملت سيرين مشاريع زخارف للنساء الفلسطينيات، واجراء ورش زخرفة خلال أيام الأسبوع. تعاونت سيرين مع أوغيت الخوري كالان، وساعدت في تأسيس الجمعية لتنمية المخيمات الفلسطينية، المعروفة باسم «انعاش» (تأسست عام 1969) بلبنان، وهى جمعية تهدف إلى الحفاظ على تقاليد الزخارف الفلسطينية ومساعدة النساء والأطفال في مخيمات اللاجئين الفلسطينيين بلبنان. في الوقت نفسه كانت سيرين قد كتبت عن الأزياء والزخارف الفلسطينية وساعدت في إقامة المعارض، بما في ذلك أحد المعارض في متحف البشرية بالمتحف البريطاني عام 1991، كما تبرعت بقطع لأرشيف الزي الفلسطيني.
تزوجت سيرين حسينى من الدكتور منيب شهيد عام 1944 واستقروا ببيروت. ابنتها ليلى شهيد هي المبعوث الفلسطيني إلى المفوضية الأوروبية. ابنتيها الأخرتين، مايا وزينة، عملا على تصميم وتعزيز الزخارف الفلسطينية لصالح انعاش.
سيرتها الذاتية، مذكرات القدس، نُشرت عام 2000، وانتقدت انتقادات قوية مثل «انهيار أرض جديدة». قد ترجمت إلى عدة لغات.

## مؤلفاتها
- الزخرفة الفلسطينية: أنماط عبر الخياطة من الأزياء التقليدية لدى نساء القرية الفلسطينية؛ وير، شيلاغ وشهيد، سيرين
- ذكريات القدس: شهيد، سيرين حسينى، تحرير جين سعيد مقدسي، (مقدمة: إدوارد سعيد، نوفل، بيروت، 2000 . الطبعة الأولى
- ممرات القدس، (مقتطفات من ذكريات القدس)، ربيع عام 2000، العدد الثامن، القدس تصدر كل 3 أشهر